# KHTML
KHTML è un motore di rendering per browser web sviluppato nell'ambito del progetto KDE ed è il motore predefinito del browser Konqueror. È diventato ormai obsoleto e verrà rimosso a partire dalla versione 6 di KDE Frameworks.
Basato sul framework KParts, è scritto in C++ facendo uso delle librerie Qt ed è distribuito con licenza LGPL.
Molti dei browser web più popolari utilizzano motori di rendering derivati da KHTML, fra cui Google Chrome, Safari, Opera e Microsoft Edge.

## Standard supportati
KHTML supporta i seguenti standard:
- HTML 4.1
- HTML 5
- ECMAscript 262 (JavaScript 1.5)
- CSS 1
- CSS 2.1
- CSS 3
- DOM 1, 2 e parzialmente 3
- formati PNG, MNG, JPEG, GIF e parzialmente SVG

## La collaborazione con Apple
Nel 2002 la Apple scelse il componente di KDE come interprete HTML per il suo nuovo browser web Safari. Da allora Apple pubblica il codice sorgente aggiornato della propria versione del motore KHTML (WebCore), sul sito degli sviluppatori, e inoltre restituisce al progetto KDE sotto forma di patch le singole modifiche apportate. Questo dovrebbe teoricamente permettere un proficuo scambio del rispettivo lavoro. Tuttavia la condivisione di codice tra le due versioni di KHTML non è semplice come potrebbe apparire e sono stati avanzati dubbi che le due derivazioni riusciranno mai effettivamente a convergere. Una delle ragioni di questa situazione risale al fatto che Apple lavorò segretamente per un intero anno prima di rendere pubblico il proprio lavoro. Un altro ostacolo deriva dal fatto che Apple tende a mettere a disposizione delle patch relativamente grosse che incorporano un gran numero di differenti modifiche, spesso scarsamente documentate, rendendo materialmente difficile per gli sviluppatori KDE interpretare il tipo di lavoro fatto di modo da poterlo riutilizzare. Questo non ha impedito comunque di integrare in KHTML un certo numero di migliorie, specialmente sotto il profilo della velocizzazione del motore. Nel giugno 2005, grazie alla collaborazione con Apple, il motore KHTML integrato nel browser web Konqueror ha superato il test Acid2, test di riferimento per la verifica del supporto agli standard da parte dei browser.

## Applicazioni basate su KHTML
- Konqueror - il browser web e gestore di file di KDE
- KMail - usa KHTML per la visualizzazione dei messaggi di posta elettronica
- Akregator - un aggregatore di notizie per KDE
- KHelpCenter - il sistema di gestione della documentazione di KDE
- SkyKruzer - un browser web per SkyOS
- ABrowse - un browser web per Syllable (precedentemente noto come AtheOS)
- Browser per Nokia Serie 60 - un browser web per i telefoni mobili Nokia Serie 60.